# Lucile Randon
Lucile Randon   (Alèst, 11 de febrer de 1904 - Toló, 17 de gener de 2023), també coneguda com a Germana Andrée, fou una monja occitana i supercentenària. Fou la segona francesa més anciana de tots els temps, només per darrere de Jeanne Calment. De ciutadania francesa, esdevingué degana de França el 19 d'octubre de 2017 (data de la mort d'Honorine Rondello). També se'n feu d'Europa i vicedegana de la Humanitat el 18 de juny de 2019.

## Biografia
Lucile era filla de Paul Randon, professor de l'escola primària superior d'Alèst (nascut el 17 de juny de 1866 a Senta Crotz de Valfrancesca), i d'Alphonsine Delphine Yéta Soutoul (nascuda c. 1871). Tenia una germana bessona, Lydie, qui va morir el 4 d'agost de 1905 a Alèst, a l'edat d'un any. Lucile Randon té dos germans grans.
El 1915 va anar a viure amb el seu germà André a Houdan, on era jutge de pau.
El 1916, es va convertir en treballadora domèstica de tres fills d'un metge a Marsella. El 1920 marxà cap a Versalles com a professora de la família Peugeot. El 1922 es va unir a una altra família com a treballadora domèstica i mestra durant 14 anys.
El 1923, després d'haver fet el seu catecumenat al Cenacle de París, hi va rebre el bateig i la comunió. El 1944 va entrar a la Casa de les Filles de la Caritat per a fer el noviciat, al carrer del Bac a París.
El 1945, va anar a una missió a l'hospital de Vichèi per atendre quaranta orfes i ancians; va romandre allí durant 28 anys.
Després, el 1963, va ser enviada a La Bauma d'Ostun, a la Droma, per a fer guàrdies nocturnes.
El 1979 es va unir a l'establiment d'allotjament per a gent gran dependent (Établissement d'hébergement pour personnes âgées dépendantes, EHPAD) a Les Marches, Savoia, on va passar 30 anys.
El 2009 va arribar a Toló i va ingressar a l'EHPAD Sainte-Catherine Labouré, a l'edat de 105 anys.
A la mort d'Honorine Rondello el 19 d'octubre de 2017, es va convertir en la degana de França. No obstant això, Tava Colo, nascuda el 22 de desembre de 1902 a Mayotte segons el registre de cadis locals, seria més gran, però el seu certificat de naixement no va ser escrit per funcionaris, sinó per religiosos sota l'autoritat colonial, no està validat oficialment.
El 25 de març de 2019 es va convertir en la segona persona de ciutadania francesa més anciana de tots els temps que es reconeix oficialment l'edat, per darrere de Jeanne Calment. El 18 de juny de 2019, després de la mort de la italiana Maria Giuseppa Robucci, també es va convertir en la degana d'Europa i la segona persona viva més anciana del món amb una edat oficialment validada, per darrere de la japonesa Kane Tanaka (田中 カ子), per tant, era vicedegana de la Humanitat.
L'11 de febrer de 2020, oficialment es va tornar l'única persona de França, junt amb Jeanne Calment, a fer 116 anys.